# Ostravice (Fluss)
Die Ostravice (deutsch: Ostrawitza, polnisch Ostrawica) ist ein rechter Nebenfluss der Oder in Ostrava-Hrušov (Tschechien). Sie bildet ab dem 13. Jahrhundert die natürliche Grenze zwischen Mähren (linkes Ufer) und Schlesien (rechtes Ufer). Der Fluss wird für den Namensgeber der Stadt Ostrava gehalten. Das Einzugsgebiet beträgt 826,8 km².

## Verlauf
Die Ostravice entsteht unterhalb des Příslop (782 m) bei Althammer in den Mährisch-Schlesischen Beskiden durch den Zusammenfluss von zwei Quellflüssen:
- Bílá Ostravice (Weiße Ostrawitza) – entspringt am Vysoká und fließt durch Bílá
- Černá Ostravice (Schwarze Ostrawitza) – entspringt am Grúň bei Bílý Kříž

Kurz hinter seiner Entstehung fließt der Fluss durch den Stausee Šance, weiter in nordwestliche Richtung über Ostravice, Frýdlant nad Ostravicí und Frýdek-Místek, wo von rechts die Morávka einmündet. Hinter Paskov fließt in die Ostravice von links die Olešná und in Slezská Ostrava von rechts die Lučina, bevor die Ostrawice nach 65 km am Landek in die Oder mündet.
Bei der Gemeinde Ostravice lassen sich am Fluss entblößte Felsformationen beobachten, die beispielhaft die geologische Zusammensetzung und Schichtung der karpatischen Flysch-Zonen aufzeigen. Die Lokalität wird häufig zu Exkursionszwecken aufgesucht und steht seit 1966 als Naturdenkmal Koryto řeky Ostravice unter Naturschutz.

## Grenzfluss

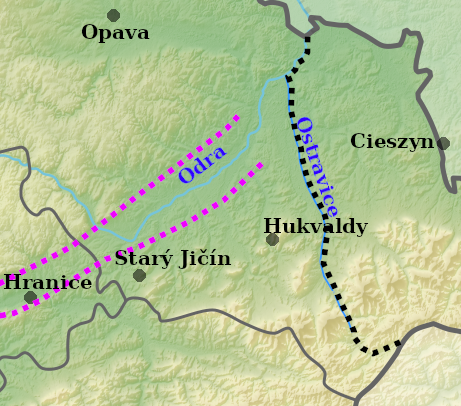
Ostravice und die Mährische Pforte

Die mährisch-schlesische Grenze entlang der Ostravice wurde zunächst um das Jahr 1260 zwischen dem Herzog Wladislaus I. von Oppeln-Ratibor und dem böhmischen König Ottokar II. reguliert, als sich in der Gegend die Besiedlungsaktion von Arnold von Hückeswagen und Bruno von Schauenburg den schlesischen Siedlungen näherte. Dies wurde am 2. August 1297 zwischen Mieszko I. von Teschen und Theoderich von Neuhaus bestätigt. Es wurden zwei Dokumente auf beiden Seiten ausgestellt, worin das Gebiet am rechten Ufer im Lateinischen als Polen bezeichnet wurde (super metis et terminie apud Ostraviam in minibus buno rum ducatus nostri et episcopatus Olomucensis pro eo, quod fluvius idem qui de beret metas Polonie et Moravie distingire), deswegen wurde z. B. das Slezská Ostrava (Schlesisch Ostrau) bis 1919 auch Polnisch Ostrau benannt, obwohl zumindest aus der frühen Neuzeit das Gebiet zwischen Ostravice und Lučina von mährischsprachigen und nicht (wasser)polnischen Bevölkerung bewohnt wurde. Die Grenze verlor an Bedeutung im Jahr 1327, als das Herzogtum Teschen unter die Oberhoheit der Krone Böhmen kam, jedoch die kirchliche Grenze zwischen dem Bistum Breslau und dem Bistum Olmütz bis zum Jahr 1978 an der Ostravice bestand. Am 26. Oktober 1918 auf einer Demonstration von einigen zehntausend Angehörigen der polnischen Bevölkerung in Teschen wurde ein Transparent mit dem Spruch „Wag, Ostrawica – Polska granica” (Waag, Ostrawitz – polnische Grenze) geweht. Dies wurde zu einem sentimental-revisionistischen Slogan, aber wurde nie zu einem offiziellen, polnischen Gebietsanspruch. Der polnische Nationalrat des Herzogtums Teschen verzichtete auf den Bezirk Friedek und es wurde nicht als Teil von Zaolzie bzw. des Olsagebiets bei seinem Anschluss im Jahr 1938 betrachtet.

## Zuflüsse

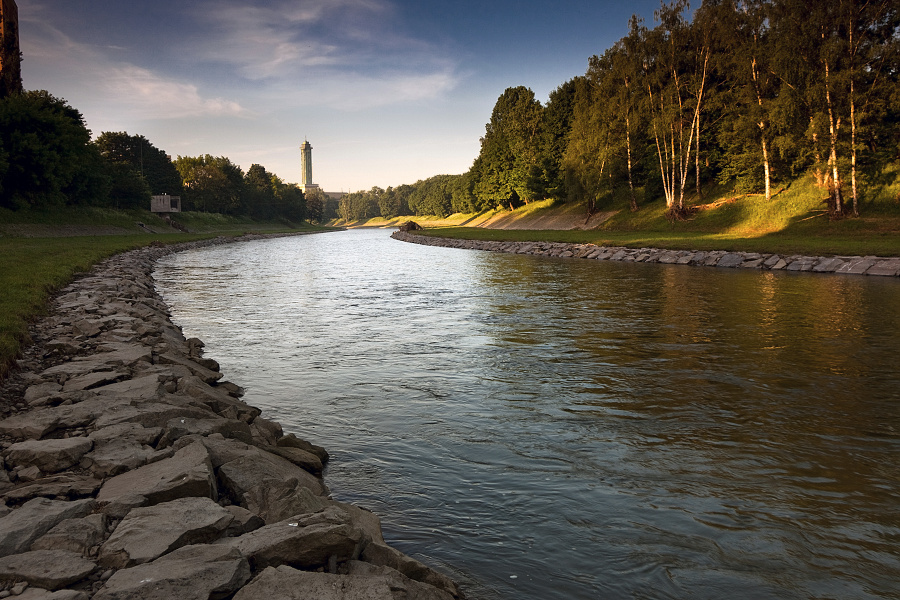
Die Ostravice in Ostrava, im Hintergrund der Turm des Neuen Rathauses

- Červík (l), Talsperre Šance
- Velký potok (l), Talsperre Šance
- Jamník (r), Talsperre Šance
- Poledňana (r), Talsperre Šance
- Řečice (r), Talsperre Šance
- Mazák (r)
- Bučací potok (l)
- Sepetný (r)
- Řasník (l)
- Čeladenka (l)
- Bílý potok (l)
- Frýdlantská Ondřejnice (l)
- Satina (r)
- Sibudov (r)
- Lubenec (r)
- Bystrý potok (r)
- Baštice (r)
- Morávka (r), Frýdek
- Podšajarka (r)
- Ostravická Datyňka (r)
- Olešná (l)
- Lučina (r), Slezská Ostrava